# Устюнель, Бесим
Бесим Устюнель (1927 — 2 июня 2015) — турецкий экономист и политик.

## Биография
Бесим Устюнель родился в городе Газиантепе в семье Эмина и Зекийе Устюнель в 1927 года. У него было четыре сестры Нермин, Саадет, Сема и Айсен) и четыре брата (Расим Дашар, Месут, Гюндуз и Эрол).
Получив начальное образование в родном городе, Бесим в 1946 году окончил школу экономики при Стамбульском университете. Получил докторат в том же университете. Послевузовское обучение завершил в Лондонской школе экономики.
Затем преподавал на факультете политологии университета Анкары. Помимо читал лекции в университетах Стокгольма и Миннесоты. Одновременно с этим Устюнель работал в организации государственного планирования.
В 1965 году был назначен заместителем генерального секретаря Республиканской народной партии. В 1975 году был избран сенатором. Занимал эту должность до государственного переворота 1980 года. С 21 июня по 21 июля 1977 года занимал должность министра финансов.
После переворота, произошедшего в Турции в 1980 году, оставил политическую деятельность. Преподавал в Стамбульском техническом университете, университете Мармара и Галатасарайском университете. В 1980—81 годах являлся председателем турецкой делегации в Совете Европы.
Умер 2 июня 2015 года в госпитале Флоренс Найтингейл. 4 июня 2015 года был похоронен на кладбище Улус.

### Личная жизнь
Женат, есть ребёнок.